# Apolonia (costa sur de Creta)
Apolonia (en griego antiguo: Ἀπολλωνία, romanizado: Apollōnia) fue una ciudad de la Antigua Grecia en la isla de Creta en Grecia. Se encuentra en el emplazamiento del actual pueblo de Selliá, cerca de la costa sur de la isla.
La ciudad existió en las épocas helenística y romana. Por lo demás, no se sabe nada de su historia. Entre las fuentes antiguas, la menciona principalmente Estadiasmo', que la describe a 30 estadios de Lamon y a 100 estadios de Fénix de los Lampeos. El filósofo Diógenes de Apolonia procedía de algún lugar de Apolonia de Creta, posiblemente de una ciudad de la costa sur. El etnónimo del ciudadano fue Apollōniatēs (Ἀπολλωνιάτης), más tarde en latín como Apolloniates o Apolloniensis.
Apolonia, en la costa sur de Creta, no debe confundirse con   Apolonia